# Тейлінген
Те́йлінген (нід. Teylingen; - [ˈtɛilɪŋə(n)] ( прослухати)) — муніципалітет у провінції Південна Голландія, Нідерланди. Створений 1 січня 2006 року шляхом злиття муніципалітетів Сассенхейм, Ворхаут і Вармонд, назву отримав на честь замку Тейлінген, розташованого біля Ворхаута.

## Географія
Муніципалітет Тейлінген розташований на півночі провінції Південна Голландія, у так званому регіоні «Ден-ен-Булбстрек» (укр. «Регіон дюн і цибулин»). Складається із трьох міст — Сассенхейм, Ворхаут і Вармонд, та трьох хуторів — Клінкенберг, Остейнде і Тейлінген.
Площа муніципалітету становить 33,49 км², з яких суходолу — 28,48 км², водної поверхні — 5,01 км². На сході територія муніципалітету частково покриває озерну систему Кагерплассен.

## Транспорт
На території муніципалітету пролягають автошлях національного значення А44 (Амстердам — Гаага), та регіональні автошляхи N208 та N444.
Через муніципалітет проходять дві важливі залізничні лінії:
- лінія Амстердам — Гарлем — Роттердам, на цій лінії є залізнична станція у Ворхауті, де зупиняються приміські поїзди Sprinter;
- лінія Весп — Лейден (нід. Schiphollijn, укр. «лінія на Схіпгол»), на цій лінії залізнична станція розташована у Сассенхеймі, тут також зупиняються лише поїзди Sprinter.

Також діє низка міжміських автобусних маршрутів.

## Політика
Управління муніципалітетом здійснюють муніципальна рада та бургомістр, при якому діє рада олдерменів.
Муніципальна рада складається з 25 депутатів, які обираються раз на чотири роки. Рада представляє у владній структурі муніципалітету законодавчу гілку влади. Також рада обирає олдерменів, які разом із бургомістром формують виконавчу гілку та займаються поточними питаннями муніципалітету.
Місця в раді розподілені поміж політичними партіями наступним чином:
| Партія                                 | 2006 | 2010 | 2014 |
| -------------------------------------- | ---- | ---- | ---- |
| Народна партія за свободу і демократію | 7    | 9    | 6    |
| Християнсько-демократичний заклик      | 7    | 5    | 6    |
| Партія праці                           | 5    | 3    | 3    |
| Trilokaal (місцева партія)             | 3    | 2    | 4    |
| Демократи 66                           | 1    | 4    | 5    |
| Християнський союз                     | —    | 1    | 1    |
| Trots op Nederland                     | —    | 1    | —    |
| Усього                                 | 23   | 25   | 25   |

Бургомістром Тейлінгена з 29 вересня 2014 року є Карла Брейєр (Carla Breuer) з партії «Християнсько-демократичний заклик». При ній діє рада олдерменів із трьох осіб:
- Бас Брекелманс (Bas Brekelmans), партія «Народна партія за свободу і демократію»,
- Кіс ван Велзен (Kees van Velzen), партія «Християнсько-демократичний заклик»,
- Арно ван Кемпен (Arno van Kempen), партія «Демократи 66».

## Пам'ятки
На території муніципалітету розташовано 112 національних пам'яток (22 — у Сассенхеймі, 14 — у Ворхауті, 76 — у Вармонді), 58 пам'яток місцевого значення (24 — у Сассенхеймі, 15 — у Ворхауті, 19 — у Вармонді) та 6 воєнних меморіалів.